# Go West (Slogan)
„Go West“, ursprünglich „Go West, young man“ war ein politischer Slogan der Manifest Destiny um 1850. 
Er drückte die Aufforderung aus, das westliche Gebiet des nordamerikanischen Kontinents durch Besiedlung in den Besitz der USA zu bringen. Die Redewendung wurde vor allem durch Horace Greeley populär gemacht.